# 黄标车
黄标车是指放量大、浓度高、排放的稳定性差的车辆，大多是于1995年以前领取牌证的老车，由于尾气排放控制技术落后，尾气排放量相当于新车的5至10倍，达不到欧1标准，环保部门只发给黄色环保标志。
一些城市（如北京）会对黄标车采取限行的措施，即限制其在城市的行驶时间和地域。黄标车和绿标车的设立是为了缓解市区交通拥堵和空气污染，促进老旧汽车的淘汰。
2016年7月，环境保护部、公安部、国家认监委联合下发了《关于进一步规范排放检验加强机动车环境监督管理工作的通知》，明确中国在2017年底前基本淘汰黄标车。